# Josephine von Baden

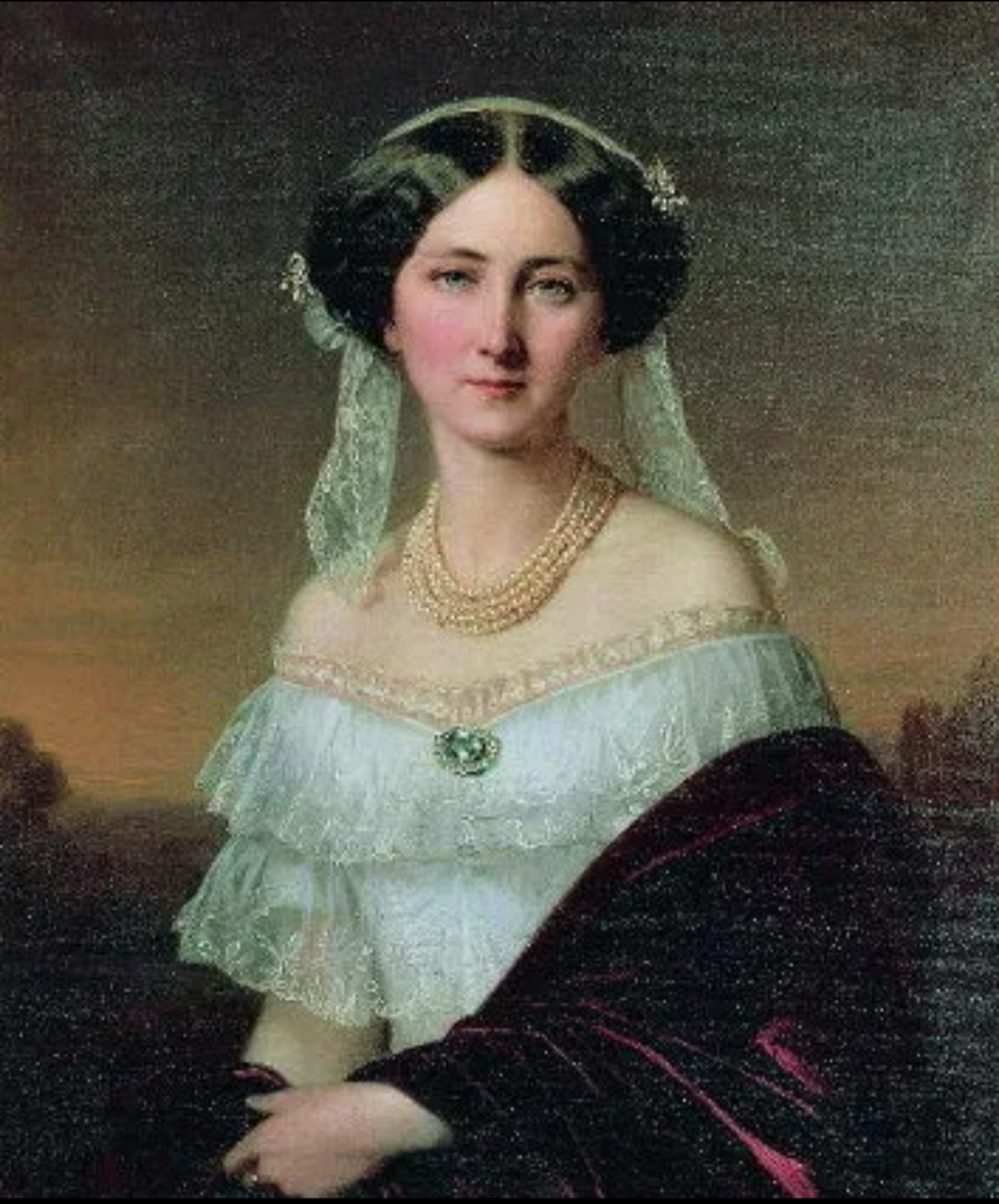
Josephine von Baden

Josephine Friederike Louise von Baden (* 21. Oktober 1813 in Mannheim; † 19. Juni 1900 in Sigmaringen) war eine Prinzessin von Baden und durch Ehe Fürstin von Hohenzollern-Sigmaringen.

## Leben

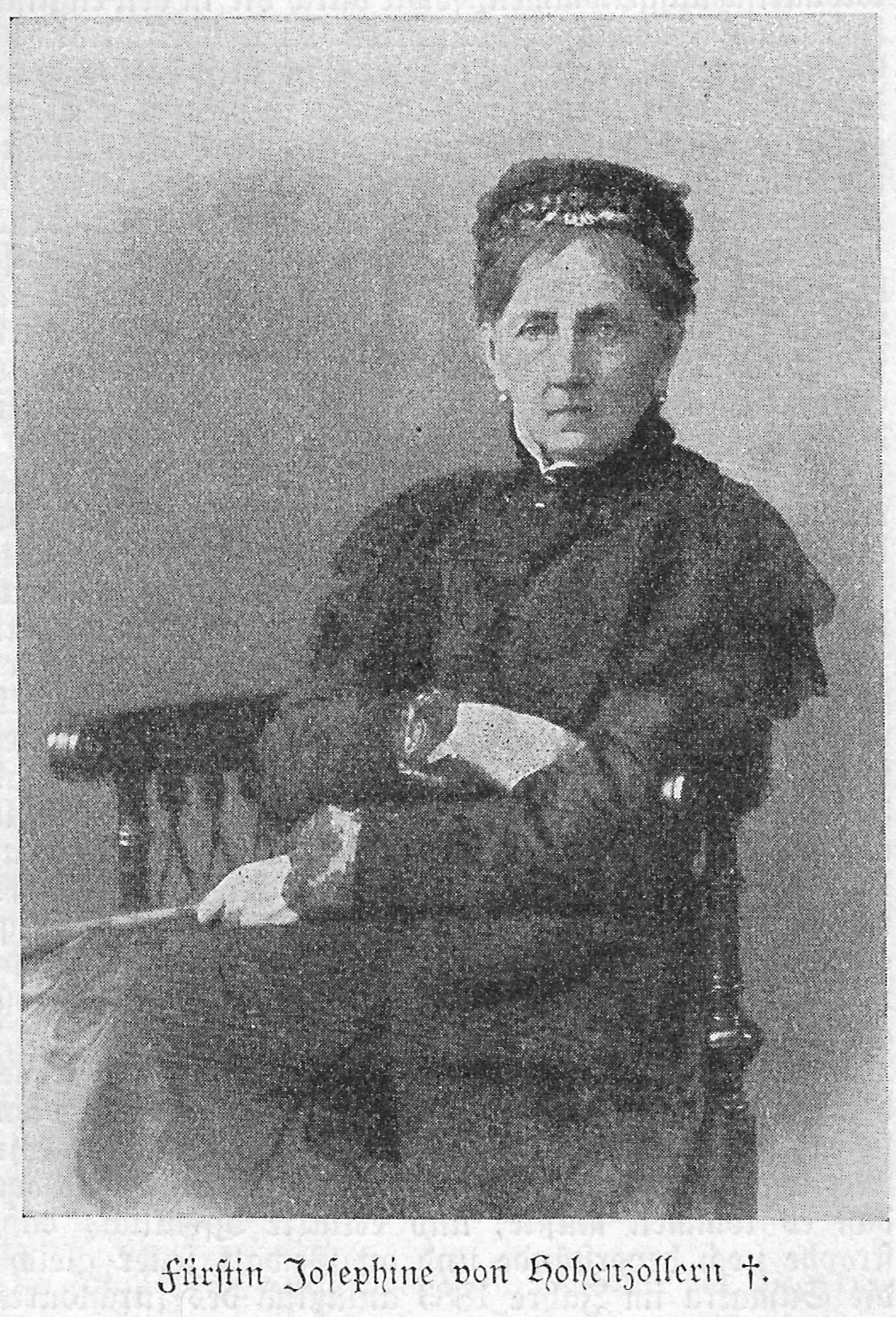
Josephine von Hohenzollern, geb. Prinzessin von Baden

Josephine war eine Tochter des Großherzogs Karl Ludwig Friedrich von Baden und seiner Gattin Stéphanie Louise de Beauharnais, Gräfin von Beauharnais und Adoptivtochter von Napoleon I.
Nach dem Tod ihres Vaters im Jahr 1818 übernahm Sigmund von Gemmingen-Hornberg zu Treschklingen die Vormundschaft für sie und ihre Schwestern Luise und Marie. Sie ehelichte den Fürsten Karl Anton von Hohenzollern-Sigmaringen, Sohn von Fürst Karl von Hohenzollern-Sigmaringen und Prinzessin Antoinette Murat, am 31. Oktober 1834. Protestantisch getauft und erzogen trat sie erst 12 Jahre nach ihrer Vermählung (1846) zum Katholizismus über. 1884 feierte das Paar in Anwesenheit des Kaisers die Goldene Hochzeit; 1885 starb Karl Anton.
Josephine starb 1900 mit 86 Jahren.

## Nachkommen
- Leopold Stephan (1835–1905)
- Stephanie (1837–1859); ⚭ König Peter V. von Portugal
- Karl I. (1839–1914), König von Rumänien
- Anton (1841–1866), gefallen
- Friedrich (1843–1904)
- Marie Luise Alexandrine (1845–1912); ⚭ Philipp von Flandern (1837–1905)